# 시트론 (포켓몬스터)
시트론은 포켓몬스터 XY에 나오는 남자 조연이다. 성우는 카지 유우키(일본판)/심규혁(한국판)이다.

## 설명
《포켓몬스터 XY》에 등장하며, 유리카의 오빠이다. 미르시티의 체육관 관장을 맡고있다. 애니메이션에서는 세레나, 유리카, 한지우와 함께 모험을 떠난다.

## 소지 포켓몬

### 현재 소지하고 있는 포켓몬

#### 파르빗
| 포켓몬 | 도감번호 | 첫등장                                | 마지막 등장 |
| ------ | -------- | ------------------------------------- | ----------- |
| 파르빗 | #659     | 포켓몬스터 XY 제 1화 2013년 10월 17일 | 현재 소지중 |

#### 데덴네
| 포켓몬 | 도감번호 | 첫등장                                | 마지막 등장 |
| ------ | -------- | ------------------------------------- | ----------- |
| 데덴네 | #702     | 포켓몬스터 XY 제 4화 2013년 10월 31일 | 현재 소지중 |

- 원래는 시트론의 포켓몬이지만, 유리카가 열 살이 안된 나이임에도 불구하고 포켓몬을 데리고 싶어하자 시트론이 잡아서 유리카에게 맡겼으며, 유리카의 가방 안에서 생활했다. XY&Z부터는 말랑이와 함께 가방 안에서 지냈다.

#### 도치마론
| 포켓몬   | 도감번호 | 첫등장                                 | 마지막 등장 |
| -------- | -------- | -------------------------------------- | ----------- |
| 도치마론 | #650     | 포켓몬스터 XY 제 10화 2013년 12월 12일 | 현재 소지중 |

- 원래는 플라타느 박사의 연구실에 있던 스타팅 포켓몬이었지만, 시트론에게 도움받은 뒤 시트론의 포켓몬이 된다.
- 마카롱을 좋아하여 세레나와 유리카가 로켓단에게 잡혀갔을 때 그들이 떨어뜨린 마카롱 조각을 먹으면서 세레나 일행을 찾아다녔다.

#### 렌트라
| 포켓몬 | 도감번호 | 첫등장                | 마지막 등장                                       |
| ------ | -------- | --------------------- | ------------------------------------------------- |
| 럭시오 | #404     | 포켓몬스터 XY 제 84화 | 포켓몬스터 XY 제 62화 시트론과 함께 렌트라로 진화 |
| 렌트라 | #405     | 포켓몬스터 XY 제 62화 | 현재 소지중                                       |

- 원래는 시트론이 어렸을 때 다녔던 전기포켓몬 전문학교 주변에 살고 있었던 야생 꼬링크였다.
- 로켓단과의 배틀 이후 시트론과 같은 장소에서 만나기로 약속하고 그대로 약속을 지켜 시트론의 포켓몬이 되었다.
- 62화에서 시트론과 함께 렌트라로 진화하여 일렉트릭필드를 습득했다.
- 67화에서는 지우의 미르체육관전에서 마지막 포켓몬으로 등장한다.

### 체육관에 있는 소지 포켓몬
| 포켓몬 | 도감번호 | 첫등장               | 마지막 등장                      |
| ------ | -------- | -------------------- | -------------------------------- |
| 코일   | #081     | 포켓몬스터 XY 제 9화 | 포켓몬스터 XY 제 9화 현재 소지중 |

- 체육관을 되찾으러 온 지우 일행과 마주쳐 시트론을 바로 알아봤지만 시트로이드가 주인이었기 때문에 시트로이드의 지시를 따르고 있었다.

| 포켓몬   | 도감번호 | 첫등장               | 마지막 등장                       |
| -------- | -------- | -------------------- | --------------------------------- |
| 레어코일 | #082     | 포켓몬스터 XY 제 9화 | 포켓몬스터 XY 제 63화 현재 소지중 |

- 코일과 마찬가지로 시트로이드의 지시에 따라 지우 일행을 공격했다.
- 63화에서는 체육관전에 대비한 훈련을 도와주었다.

| 포켓몬       | 도감번호 | 첫등장               | 마지막 등장                       |
| ------------ | -------- | -------------------- | --------------------------------- |
| 일레도리자드 | #695     | 포켓몬스터 XY 제 9화 | 포켓몬스터 XY 제 67화 현재 소지중 |

- 9화에서 시트론의 소유 포켓몬으로 등장하나 시트로이드가 지시를 내리고 있었다. 파르빗에게 패배하고 나서 시트론이 사과하자 바로 받아주는 모습을 보여주었다.
- 67화에서 지우와의 미르체육관전에서 두번째 포켓몬으로 다시 등장. 미끄래곤을 플래시와 전기자석파를 써서 스피드를 이용한 전략을 보였으나 이후 교체한 루차불에게 파라볼라차지 약점을 찔려 무릎차기를 맞고 쓰러진다.